# Могилів-Подільська міська рада
Могилі́в-Поді́льська міська́ ра́да — адміністративно-територіальна одиниця та орган місцевого самоврядування у Вінницькій області з адміністративним центром у місті Могилів-Подільському, що має статус міста обласного значення.

## Загальні відомості
- Територія ради: 20 км²
- Населення ради: 31 752 особи (станом на 1 вересня 2015 року)[1]
- Водоймища на території, підпорядкованій даній раді: річки Дністер, Дерло, Немія.

## Населені пункти
Міській раді підпорядковані населені пункти:
- м. Могилів-Подільський
- с-ще Одая
- с-ще Сонячне

## Склад ради
Рада складається з 34 депутатів та голови.
- Голова ради: Бровко Петро Петрович
- Секретар ради:

### Керівний склад ради
| ПІБ                           | Основні відомості                                                                    | Дата обрання | Дата звільнення |
| ----------------------------- | ------------------------------------------------------------------------------------ | ------------ | --------------- |
| Саволюк Михайло Олександрович | Міський голова, 1964 року народження                                                 | 26.03.2006   | 31.10.2010      |
| Бровко Петро Петрович         | Міський голова, 1960 року народження, освіта вища, безпартійний, від Партії регіонів | 31.10.2010   | 25.10.2015      |
| Бровко Петро Петрович         | Міський голова, 1960 року народження, освіта вища, безпартійний                      | 25.10.2015   |                 |

Примітка: таблиця складена за даними сайту Верховної Ради України та ЦВК

### Депутати VII скликання
За результатами місцевих виборів 2015 року депутатами ради стали:

#### За суб'єктами висування
| Суб'єкт висування                                          | Кількість обраних депутатів | %     |
| ---------------------------------------------------------- | --------------------------- | ----- |
| Політична партія Всеукраїнське об'єднання «Батьківщина»    | 11                          | 32.35 |
| Партія Блок Петра Порошенка «Солідарність»                 | 8                           | 23.53 |
| Політична партія «Опозиційний блок»                        | 4                           | 11.76 |
| Радикальна партія Олега Ляшка                              | 3                           | 8.82  |
| Політична партія «Українське Об'єднання патріотів — УКРОП» | 3                           | 8.82  |
| Політична партія «Наш край»                                | 3                           | 8.82  |
| Політична партія Всеукраїнське об'єднання «Свобода»        | 2                           | 5.88  |

### Депутати VI скликання
За результатами місцевих виборів 2010 року депутатами ради стали:

#### За суб'єктами висування
| Суб'єкт висування                                       | Кількість обраних депутатів | %    |
| ------------------------------------------------------- | --------------------------- | ---- |
| Партія регіонів                                         | 12                          | 33,3 |
| Політична партія Всеукраїнське об'єднання «Батьківщина» | 8                           | 22,2 |
| Політична партія «Сильна Україна»                       | 6                           | 16,7 |
| Політична партія Народний Рух України за єдність        | 3                           | 8,3  |
| Комуністична партія України                             | 2                           | 5,6  |
| Політична партія «Фронт Змін»                           | 2                           | 5,6  |
| Народна Партія                                          | 1                           | 2,8  |
| Партія Зелених України                                  | 1                           | 2,8  |
| Політична партія «Наша Україна»                         | 1                           | 2,8  |

#### За округами
| № округу                                                | Прізвище, ім'я, по батькові       | Дата визнання обраним | Освіта             | Партійна приналежність                        | Відомості про обраного депутата                                                             |
| ------------------------------------------------------- | --------------------------------- | --------------------- | ------------------ | --------------------------------------------- | ------------------------------------------------------------------------------------------- |
| Комуністична партія України                             |                                   |                       |                    |                                               |                                                                                             |
| б/м                                                     | Обертас Володимир Миколайович     | 05.11.2010            | вища               | член Комуністичної партії України             | Могилів-Подільська міська рада, секретар                                                    |
| б/м                                                     | Владимирський Віктор Анатолійович | 05.11.2010            | вища               | член Комуністичної партії України             | ВАТ «Могилів-Подільський машинобудівний завод», заступник головного технолога               |
| Народна Партія                                          |                                   |                       |                    |                                               |                                                                                             |
| 18                                                      | Борисова Тетяна Григорівна        | 04.11.2010            | середня спеціальна | позапартійна                                  | Могилів-Подільський консервний завод, інженер                                               |
| Партія Зелених України                                  |                                   |                       |                    |                                               |                                                                                             |
| 13                                                      | Войтович Валерій Васильович       | 04.11.2010            | вища               | член Партії Зелених України                   | Могилів-Подільський монтажно-єкономічний коледж, викладач                                   |
| Партія регіонів                                         |                                   |                       |                    |                                               |                                                                                             |
| б/м                                                     | Алхімов Олексій Михайлович        | 05.11.2010            | вища               | член Партії регіонів                          | Могилів- Подільська районна санітарно епідеміологічна станція, головний лікар               |
| б/м                                                     | Бохонець Володимир Петрович       | 05.11.2010            | незакінчена вища   | член Партії регіонів                          | тимчасово не працює                                                                         |
| б/м                                                     | Сирітка Валентин Іванович         | 05.11.2010            | вища               | позапартійний                                 | ТОВ «Могилів- Подільський молокозавод», директор                                            |
| б/м                                                     | Василинець Степан Юрійович        | 05.11.2010            | вища               | позапартійний                                 | храм, настоятель                                                                            |
| б/м                                                     | Богородіченко Оксана Анатоліївна  | 05.11.2010            | вища               | член Партії регіонів                          | дошкільний навчальний заклад № 1, завідувачка                                               |
| 2                                                       | Глухманюк Григорій Васильович     | 04.11.2010            | середня            | член Партії регіонів                          | завод «Газприлад», директор                                                                 |
| 3                                                       | Гольовський Іван Михайлович       | 04.11.2010            | вища               | член Партії регіонів                          | Могилів — Подільська міська рада, заступник міського голови                                 |
| 4                                                       | Суржиков Андрій Федорович         | 04.11.2010            | вища               | член Партії регіонів                          | ВАТ «Могилів-Подільський машинобудівний завод ім. С. М. Кірова», директор                   |
| 5                                                       | Разуваєв Володимир Леонтійович    | 04.11.2010            | вища               | член Партії регіонів                          | ВАТ «Могилів-Подільський машинобудівний завод ім. С. М. Кірова», заступник директора        |
| 15                                                      | Рижикова Валентина Іванівна       | 04.11.2010            | вища               | член Партії регіонів                          | тимчасово не працює                                                                         |
| 16                                                      | Дарморіз Степан Володимирович     | 04.11.2010            | вища               | член Партії регіонів                          | Могилів-Подільська стоматологічна поліклініка, лікар                                        |
| 17                                                      | Городинська Оксана Василівна      | 04.11.2010            | вища               | член Партії регіонів                          | Могилів-Подільський будинок творчості, директор                                             |
| Політична партія Всеукраїнське об'єднання «Батьківщина» |                                   |                       |                    |                                               |                                                                                             |
| б/м                                                     | Мартинюк Віктор Васильович        | 05.11.2010            | вища               | член Всеукраїнського об'єднання «Батьківщина» | приватний підприємець                                                                       |
| б/м                                                     | Прасицька Тетяна Євгеніївна       | 05.11.2010            | вища               | член Всеукраїнського об'єднання «Батьківщина» | середня загальноосвітня школа І-ІП ст. № 5, директор                                        |
| б/м                                                     | Бровко Валерій Петрович           | 24.02.2011            | вища               | позапартійний                                 | ТОВ "Закупівельно-переробний комбінат «Тандем», директор                                    |
| б/м                                                     | Бзнуні Карен Буртелович           | 24.02.2011            | вища               | член Всеукраїнського об'єднання «Батьківщина» | Приватне підприємство «ШляхБудВан», директор                                                |
| 6                                                       | Коновалов Володимир Федорович     | 04.11.2010            | вища               | член Всеукраїнського об'єднання «Батьківщина» | тимчасово не працює                                                                         |
| 7                                                       | Королюк Олена Павлівна            | 04.11.2010            | вища               | член Всеукраїнського об'єднання «Батьківщина» | бібліотека Могилів-Подільського територіального медичного об'єднання, завідувач бібліотекою |
| 11                                                      | Якубовська Людмила Олександрівна  | 04.11.2010            | вища               | член Всеукраїнського об'єднання «Батьківщина» | середня загальноосвітня школа № 1, заступник директора                                      |
| 12                                                      | Соколовська Галина Григорівна     | 04.11.2010            | вища               | член Всеукраїнського об'єднання «Батьківщина» | Могилів-Подільська стоматологічна поліклініка, головний лікар                               |
| Політична партія Народний Рух України за єдність        |                                   |                       |                    |                                               |                                                                                             |
| б/м                                                     | Петровський Михайло Казимирович   | 05.11.2010            | вища               | позапартійний                                 | Могилів-Подільські РЕМ, директор                                                            |
| 10                                                      | Білоус Галина Анатоліївна         | 04.11.2010            | вища               | позапартійна                                  | міське управління юстиції, державний виконавець                                             |
| 14                                                      | Кучерук Олексій Григорович        | 04.11.2010            | вища               | позапартійний                                 | середня загальноосвітня школа № 3, директор                                                 |
| Політична партія «Наша Україна»                         |                                   |                       |                    |                                               |                                                                                             |
| б/м                                                     | Цибульський Юрій Миколайович      | 05.11.2010            | вища               | член Політичної партії «Наша Україна»         | МКП «Житловокомунгосп», директор                                                            |
| Політична партія «Сильна Україна»                       |                                   |                       |                    |                                               |                                                                                             |
| б/м                                                     | Трейбич Елла Аркадіївна           | 05.11.2010            | вища               | член Політичної партії «Сильна Україна»       | управління економіки Могилів-Подільської міської ради, начальник відділу                    |
| б/м                                                     | Чорний Юрій Петрович              | 05.11.2010            | вища               | член Політичної партії «Сильна Україна»       | Могилів-Подільський магазин «Для чоловіків», директор                                       |
| б/м                                                     | Їжаковська Людмила Станіславівна  | 05.11.2010            | середня спеціальна | член Політичної партії «Сильна Україна»       | приватний підприємець                                                                       |
| 1                                                       | Миронишена Ганна Михайлівна       | 04.11.2010            | середня спеціальна | член Політичної партії «Сильна Україна»       | приватний підприємець                                                                       |
| 8                                                       | Галабурда Сергій Іванович         | 04.11.2010            | вища               | член Політичної партії «Сильна Україна»       | приватний підприємець                                                                       |
| 9                                                       | Куба Костянтин Іванович           | 04.11.2010            | вища               | член Політичної партії «Сильна Україна»       | Могилів-Подільське територіальне медичне об'єднання, лікар                                  |
| Політична партія «Фронт Змін»                           |                                   |                       |                    |                                               |                                                                                             |
| б/м                                                     | Федотов Анатолій Мартиянович      | 05.11.2010            | вища               | член Політичної партії «Фронт Змін»           | Могилів-Подільське КП МБТІ, начальник                                                       |
| б/м                                                     | Следь Валерій Леонідович          | 05.11.2010            | вища               | член Політичної партії «Фронт Змін»           | тимчасово не працює                                                                         |